# Мхитарян, Кристина
Кристина Мхитарян (род. 24 января 1987, Новороссийск, Краснодарский край, РСФСР, СССР) — российская оперная певица (сопрано).

## Биография и артистическая карьера

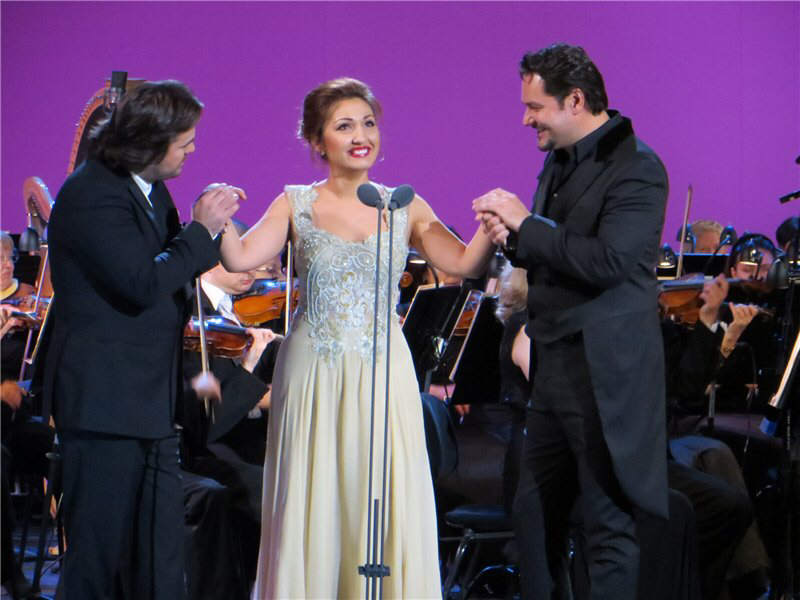
Кристина Мхитарян с Ильдаром Абдразаковым и Василием Ладюком

Родилась в семье, не имеющей отношения к театру. С детства проявляла интерес к музыке, с трех лет посещала музыкальный кружок и мечтала стать певицей. Начала заниматься академическим вокалом в 7 лет, когда впервые по телевизору услышала Монсеррат Кабалье.
Первым педагогом Кристины стала бывшая солистка Бакинской оперы Жасмен Андреева, которая подготовила к поступлению в школу Галины Вишневской в Москве. После поступила в училище и в Российскую академию музыки имени Гнесиных по классу Рузанны Лисициан.
В составе школы-театра «Галина Вишневская» в 2001 году приняла участие в гастролях по городам Испании, в 2002-м — по городам Германии.
В 2004 году' стала лауреатом II премии Московского открытого фестиваля академического сольного пения «Серебряный голос», дипломант Московского Международного конкурса молодых исполнителей русского романса "Надежда «Романсиады».
В 2011 году выступила на фестивале «Музыкальные пилигримы» в городе Сантьяго-де-Компостела в Испании. Также в составе «команды» стипендиатов Международного благотворительного фонда Владимира Спивакова выступила в Омской филармонии и в Зимнем театре Сочи в рамках культурной программы Международного детского фестиваля искусств и спорта «Кинотаврик». В том же году Кристина Мхитарян стала лауреатом I премии Международного студенческого конкурса «Bella Voce», дипломант Международного конкурса вокалистов имени М. И. Глинки.
С 2012 по 2015 год — артистка Молодежной оперной программы Большого театра. Первое время Кристина исполняла эпизодические партии: Ксению в «Борисе Годунове», половецкую девушку в «Князе Игоре». По мнению певицы исполнять маленькие партии гораздо тяжелее: «Ты выходишь — и за минуту должна показать все, что умеешь. А большая партия — у тебя есть время, чтобы погрузить людей в свой образ».
В 2013 году приняла участие в VI Зимнем международном фестивале искусств в Сочи, выступив с камерным оркестром «Солисты Москвы» под управлением Юрия Башмета.
О Кристине Мхитарян, как о восходящей звезде Большого Театра, заговорили в августе 2013 года, когда она победила на престижном конкурсе оперных певиц имени королевы Сони в Осло. Тогда её Снегурочка из оперы Римского-Корсакова и беллиниевская Сомнамбула произвели фурор.
В сезоне 2015 года Кристина Мхитарян сыграла главные роли: Герду в «Истории Кая и Герды» и Джильду в «Риголетто».
Педагоги предрекают Кристине громкую славу. «Помимо божьего дара у Кристины Мхитарян есть уникальное качество — работоспособность. Она много думает над тем, как выразить голосом то произведение, которое исполняет. У неё полный комплекс того, что мы называем „будущая звезда“: целеустремленность, амбициозность, сценическое обаяние. Она умеет влиять на публику», — говорит педагог Большого театра Светлана Нестеренко.
В 2014 году приняла участие в благотворительных концертах Немецкого фонда борьбы со СПИДом в Бонне и Берлине.
В 2015 году выступала в Норвежской опере и Королевской Датской опере. В 2016 году пела на сцене Бергенской национальной оперы.
В 2017 году дебютировала на Глайндборнском фестивале в партии Виолетты («Травиата»), которую также исполнила в Немецкой опере в Берлине и театре Базеля.
В 2018 году выступала в Королевской опере Ковент-Гарден, во Дворце искусств в Валенсии, Римской опере и Баварской опере в Мюнхене, в Австралийской опере и в Метрополитен-опере.
В 2018—2019 годах исполняла партию Микаэлы в спектакле «Кармен» Барри Коски (Королевская опера в Лондоне); спектакль с участием певицы дважды записывался для трансляций.

## Награды
- 2004 — лауреат II премии Московского открытого фестиваля академического сольного пения «Серебряный голос», дипломант Московского Международного конкурса молодых исполнителей русского романса «Надежда „Романсиады“».
- 2011 — лауреат I премии Международного студенческого конкурса «Bella Voce», дипломант Международного конкурса вокалистов имени М. И. Глинки.
- 2012 — лауреат III премии Международного конкурса вокалистов им. Франсиско Виньяса в Барселоне (Испания), II премии Всероссийского конкурса молодых вокалистов им. Н. А. Обуховой (Липецк), финалист Международного конкурса вокалистов «Бельведер» (Вена).
- 2013 — лауреат I премии Международного вокального конкурса Королевы Сони (Осло), III премии Международного конкурса «Neue Stimmen/Новые голоса» (Гютерсло, Германия).
- 2014 — лауреат I премии Международного музыкального конкурса им. Дж. Б. Виотти в г. Верчелли (Италия).
- 2017 — лауреат II премии Международного конкурса Пласидо Доминго «Опералия» (Астана).
- 2024 — лауреат оперной премии Casta diva в номинации «Певица года»[7].